# Bradina purpurascens
Bradina purpurascens là một loài bướm đêm trong họ Crambidae.